# Vängåvan
Vängåvan är en park i Stenstaden i centrala Sundsvall, Sverige. Parken inramas av huvudgatorna Storgatan och Esplanaden och de mindre nord-sydgående Bankgatan respektive öst-västliga Kyrkogatan. Parken utgör tillsammans med Stora torget på andra sidan Esplanaden en stor öppen plats som utgör centralpunkten i Sundsvall. Parken med dess fontän anlagd i slutet av 1800-talet var en av de första platserna med offentlig utsmyckning i Sverige och anlades på gammal sjöbotten. Efter Sundsvallsbranden 1888 kom Vängåvan att skadas och de omkringliggande byggnaderna att förstöras. Under Sundsvalls snabba ekonomiska expansion kom Vängåvanområdet att bli ett av Sveriges viktigare finansiella centra med flera banker.

## Donationen
Sundsvall hade från 1800-talets mitt varit centrum för en explosionsartad utveckling för sågverksindustrin. I takt med den snabba ekonomiska tillväxten i staden ökade ambitionerna att försköna staden. Mitt i Sundsvall låg vattendraget Östra tjärnen som under 1700-talet fyllts igen mer och mer och blivit en dypöl. Halva området ägdes av grosshandlare Nils Wikström och låg framför hans hus vid Storgatan. Den andra halvan ägdes av Wikströms granne, änkefru Modin. Markägarna gick med på att sälja men staden ville inte betala. Först efter flera år och mycken övertalning från rektor Erik Berggrens sida löstes frågan genom att grosshandlare A.P. Hedberg köpte änkefru Modins del och skänkte den till staden samtidigt som grosshandlare Wikström skänkte sin del. Donationen, kallad Vängåvan, är daterad den 25 augusti 1873. Den gamla tjärnen skulle omvandlas till en vacker park att promenera i, inga byggnader av något slag skulle få uppföras där. Efter utfyllnad och dränering stod parken färdig 1877. 

## Fontänen

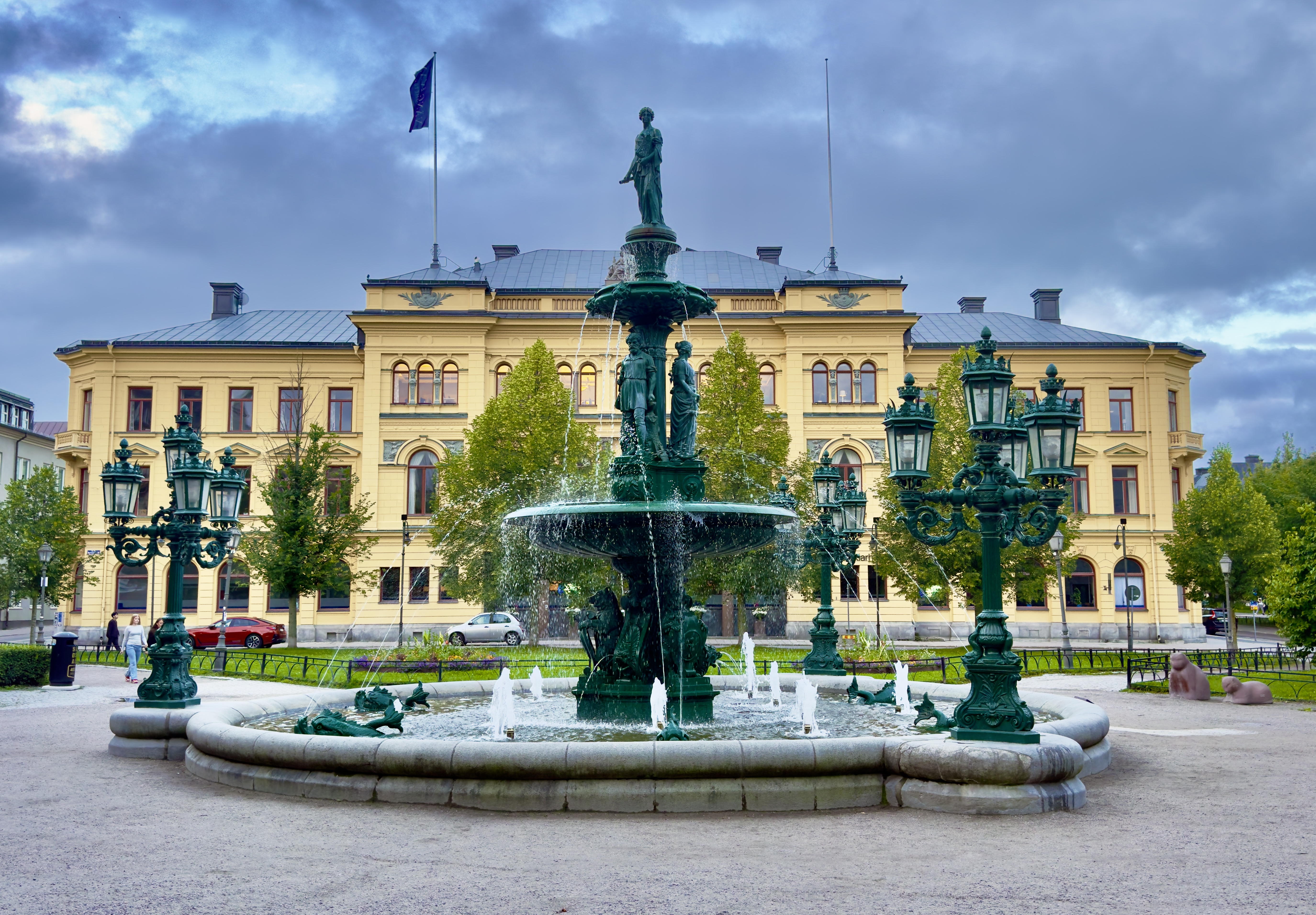
Fontänen i Vängåvan.

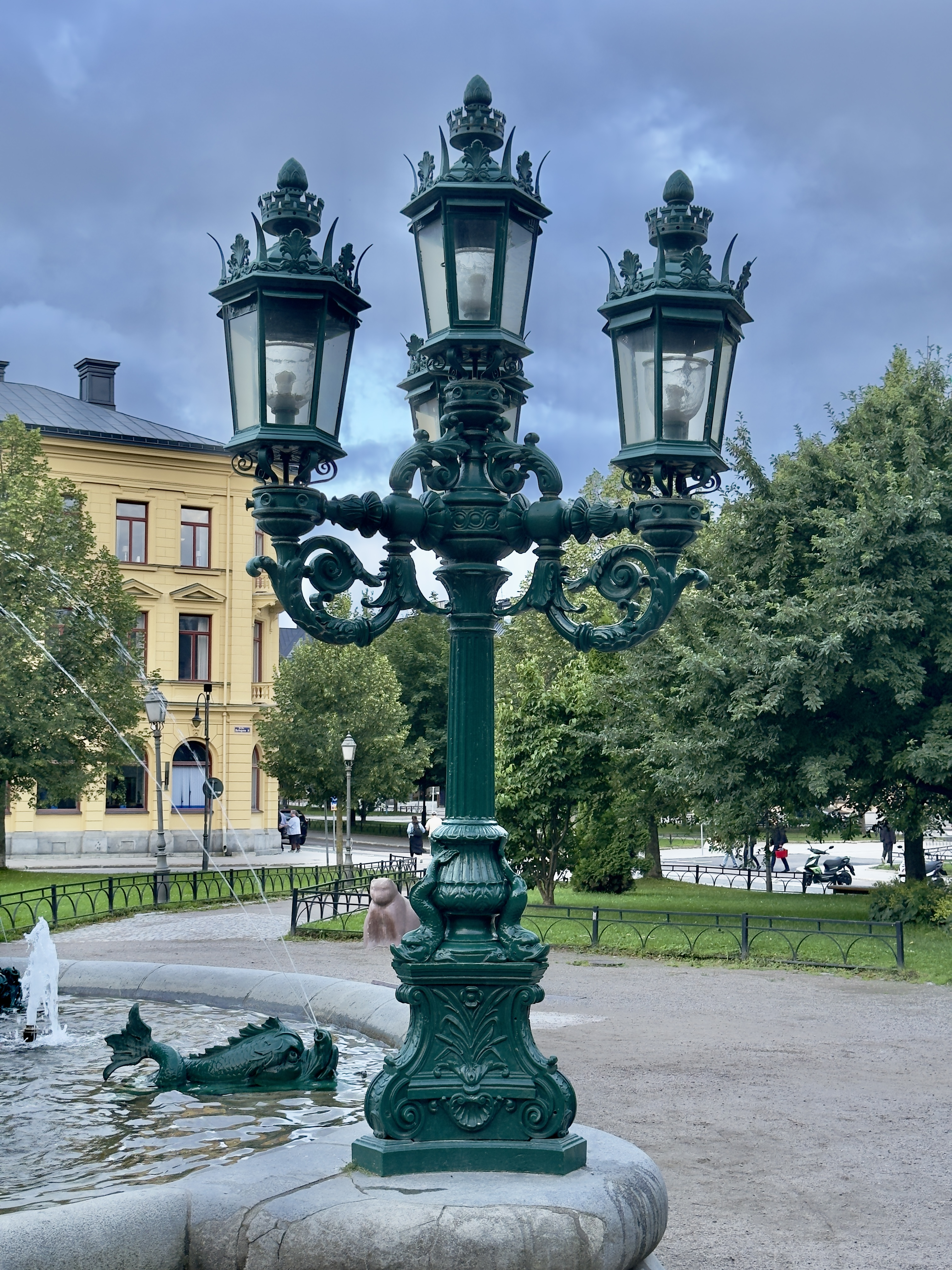
Lyktstolpe tillhörande fontänen.

Fontänen mitt i parken utformades av stadens dotter Sofia Gisberg. Hennes modell godkändes av stadsfullmäktige den 14 juni 1884 och den 25 augusti 1886 stod fontänen klar, vilket var samma dag som det nya Läroverket, nuvarande Hedbergska skolan. Fontänen hade kommit till stånd tack vare A P Hedbergs donationer. Offentliga konstverk var vid den tiden sällsynt i svenska landsortsstäder och ansågs mycket exklusivt. Fontänen i Vängåvan blev Sundsvalls svar på Molins fontän i Kungsträdgården i Stockholm.

### Utformningen
Fontänskulpturen är ett monument över ett kraftigt expanderande Sundsvall under andra hälften av 1800-talet. Då den stod klar 1886 var Sundsvall ett av världens största sågverksdistrikt. Från år 1850 till år 1900 mer än femdubblades Sundsvalls befolkning. Det är denna expansion, dess förutsättningar och frukter som gestaltas i Vängåvans fontän. 
Förutsättningarna för träindustrin var de rika naturtillgångarna och läget vid vattnet. Naturtillgångarna symboliseras i fontänen av inslagen av djur (björnar, delfiner och lejon) och växter (akantusblad). Symbolerna speglar tidens rådande stilideal, dvs. vurme för renässansen och antiken där bland annat akantusbladet flitigt användes. Av denna anledning fanns det ingen plats för inhemska inslag som renar, laxar, örnar och grankvistar vilket föreslagits i andra förslag till fontänens utformande.
Den enda kopplingen till den lokala naturen är de tre björnar som återfinns närmast bassängen vid fontänens fot. Björnarna håller varsin vapensköld; stadsvapnet, landskapsvapnet och riksvapnet. Ovanför björnarna, på den första och största av fontänens två skålar, står två antikt draperade kvinnor och en man. Mannen symboliserar industrin/hantverket och avbildas som en smed iförd sina arbetskläder. I sin högra hand håller han sin hammare och i sin vänstra mejseln. Vid hans sida finns också ett städ och ett kugghjul placerat. På mannens högra sida står en kvinna symboliserande vetenskapen/tekniken. Hon håller en bok i sin vänstra hand och en penna i den högra. Vid hennes fötter finns en jordglob samt vishetens uggla sittande på två böcker. Till höger om vetenskapen/tekniken står symbolen för handeln/sjöfart och stöder sig mot ett ankare samtidigt som hon håller en Merkuriusstav. Merkurius var budbärare mellan gudarna och människorna och tillika handelns och köpmännens skyddspatron i romersk mytologi. Intill hennes fötter återfinns ett paket. Fontänen kröns sedan av en tredje antiktdraperad kvinna stående på den andra och mindre av fontänens skålar. Denna kvinna symboliserar konsten och håller en lyra i den vänstra handen och en dokumentrulle i den högra. Lyran representerar musiken och dokumentrullen poesin. I Sofia Gisbergs skiss till fontänen fanns en palett med tillhörande penslar placerade vid kvinnans fötter representerande bildkonsten men detta attribut uteslöts onekligen då fontänen färdigställdes.
Med ett idealiserat formspråk och en symbolisk betydelse står fontänskulpturen än i dag och berättar om hur Sundsvallsområdets naturtillgångar och läge vid vattnet skapade förutsättningar för industrins, vetenskapens och handelns utveckling och blomstring vilket i sin tur möjliggjorde ett rikt kulturliv där själva fontänen kan ses som ett ypperligt exempel.

## Renoveringar
Vid Sundsvallsbranden 1888 blev fontänbäckenets granitkant förstörd, men denna reparerades senare. Även planteringen brandskadades och gjordes om. År 1991 renoverades fontänen och sittytan mitt i parken fick en ny, rundare utformning. En restaurering av planteringarna skedde 2002-2003. De gamla pilarna var tvungna att tas ned på grund av hög ålder. Nya tapetgrupper anlades och exotiska buskar och träd planterades. 

## Omkringliggande byggnader

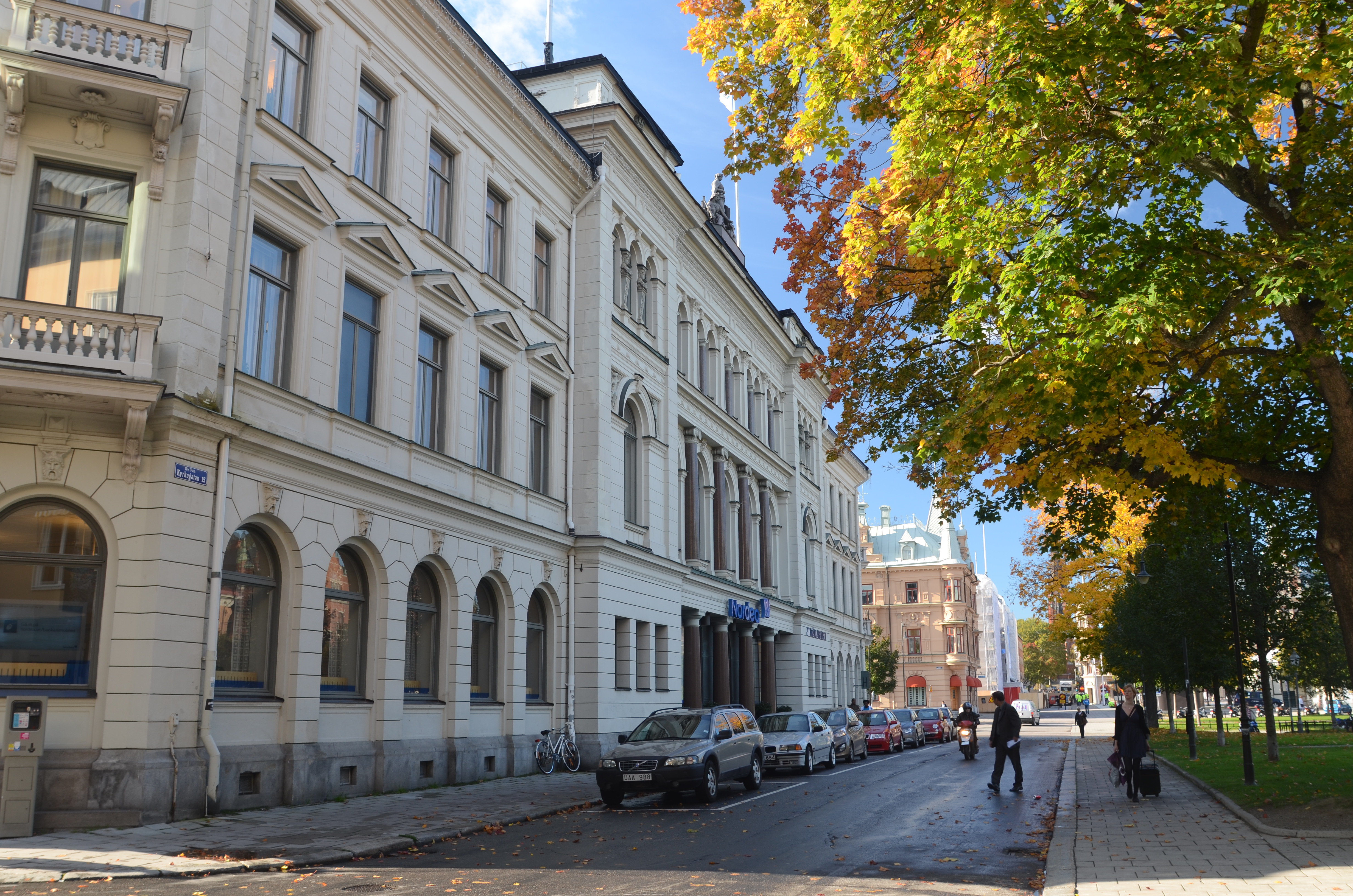
Sundsvallsbankens gamla huvudkontor i kvarteret Pan söder om Vängåvan.

Vid den södra sidan av parken i kvarteret Pan byggde Sundsvalls enskilda bank (även senare känd som Sundsvallsbanken) sitt palats i sten (Sundsvallsbankens byggnad), som stod färdigt hösten 1886. Sundsvallsbankens hus restaurerades efter Sundsvallsbranden och ligger kvar idag. Efter stadsbranden uppfördes fler bankpalats i intilliggande kvarter, någon som bidrog till att Nygränd döptes om till Bankgatan. I östra sidan av parken, i kvarteret Proserpina, ligger än idag Sundsvalls Handelsbanks gamla bankpalats uppfört 1903 som idag hyser bland annat Svenska Handelsbankens kontor. Tomten bredvid Sundsvalls Handelsbank var länge obebyggd efter stadsbranden. Norrlandsbanken som ägt tomten och planerat för ett bankpalats köptes upp av Svenska Handelsbanken. Först 1930 uppfördes ett funkishus av Sundsvalls konsumtionsförening som idag inrymmer bland annat restaurangen Oscar.
År 1876 öppnade stadens då finaste hotell, Hotell Nord, snett mittemot Vängåvantomten på Storgatan i kvarteret Jupiter, nordöst om parken. Hotellet förstördes vid stadsbranden. Istället uppfördes 1893 fastigheten Jupiter 4 som kom att förvärvas av Försäkringsbolaget Svea och som idag bland annat inrymmer apoteket.
I norr, på andra sidan Storgatan, ligger kvarteret Olympen. I nordvästra delen i hörnet Storgatan och Esplanaden uppfördes det så kallade Kihlmanska huset redan 1890 av grosshandlare Carl Daniel Kihlman ritat av arkitekt Sven Malm vilket står kvar än idag. Även om Kihlmanska huset inte uppfördes som bankpalats kom ett stort antal banker att i omgångar vara hyresgäster. Sundsvalls Handelsbank var hyresgäster från det att Kihlmanska huset stod klart tills det egna bankpalatset stod klart. 1905 flyttade Sveriges riksbank in istället. Även Riksbanken blev en temporär hyresgäst i väntan på att det egna bankhuset längre västerut på Storgatan skulle stå klart några år senare. 1910 förvärvades fastigheten av Svenska Handelsbanken som även flyttade in. 1932 flyttade istället Sundsvalls Kreditbank in. På 50-talet förvärvades Sundsvalls Kreditbank av Sveriges Kreditbank som sedermera blev en del av PKbanken. PKbanken förvärvade i sin tur Nordbanken - som bildats av Uplandsbanken och Sundsvallsbanken - varvid PKbankens verksamhet i Sundsvall flyttade över Vängåvan till Sundsvallsbankens lokaler.
Den andra halvan av kvarteret Olympen som vetter mot Vängåvan upptas idag av det så kallade Sparbankshuset uppfört 1971. Fram till 1960 låg där Wessénska huset som uppfördes redan före stadsbranden på 1860-talet som Sundsvalls första stenhus och restaurerades efter branden.